# Cyrtosperma macrotum
Cyrtosperma macrotum är en kallaväxtart som beskrevs av Odoardo Beccari och Adolf Engler. Cyrtosperma macrotum ingår i släktet Cyrtosperma och familjen kallaväxter. Inga underarter finns listade.